# Loa (Utah)
Loa – miasto w Stanach Zjednoczonych, w stanie Utah, siedziba administracyjna hrabstwa Wayne.